# Cytheropteron excavoalatum
Cytheropteron excavoalatum is een mosselkreeftjessoort uit de familie van de Cytheruridae. De wetenschappelijke naam van de soort is voor het eerst geldig gepubliceerd in 1979 door Whatley & Masson.